# Apple contra Samsung Electronics
Apple Inc. contra Samsung Electronics Co., Ltd. va ser el primer d'una sèrie de litigis entre Apple Inc. i Samsung Electronics; ambdues companyies sumen més de la meitat dels telèfons intel·ligents venuts mundialment a juliol de 2012. En la primavera de 2011, mentre Apple i Motorola Mobility estaven enmig d'una guerra de palesas en diferents fronts, Apple va començar a litigar al mateix temps contra una altra important empresa tecnològica, la sud-coreana Samsung, per infracció de patents. La litigació multinacional d'Apple sobre patents de tecnologia es va fer coneguda com a part de les guerres de patents de dispositius mòbils: una àmplia litigació en una feroç competitivitat al mercat global pel consum de comunicacions mòbils.
Per a agost de 2011, Apple i Samsung estaven portant la seva batalla legal en 19 judicis en 12 corts de nou països, en quatre continents; per a octubre, aquesta s'havia estès a deu països. A l'abril de 2012, una cort nord-americana va ordenar que els directors executius d'Apple i Samsung realitzessin audiències de conciliació per segellar les seves disputes legals o almenys reduir el nombre de disputes. No obstant això, per a juliol de 2012 ambdues companyies estaven embolicades en més de 50 judicis a tot el món en els quals es demandaven danys per milers de milions de dòlars. En l'anterior conflicte legal, el jurat va dictaminar a favor d'Apple. Empresa que, mitjançant els seus representants legals, van aconseguir convèncer els membres del jurat que Samsung no només va copiar la seva tecnologia, sinó que també es va agenciar milers de milions de dòlars per això. En aquest moment, Apple va aconseguir que li concedissin el pagament de mil milions de dòlars per danys i perjudicis, encara que aquesta xifra va ser posteriorment reduït a 939.8 milions de dòlars després que el jutge va assenyalar errors en la forma en què el jurat va fer la suma de pèrdues. Fins a aquest moment Samsung no havia pagat, a causa que s'até a un recurs que busca perllongar el pagament fins que acabin tots els judicis. Mentre Apple va guanyar als Estats Units, Samsung va obtenir sentències al seu favor a Corea del Sud, Japó i Regne Unit.
En 2014, Apple i Samsung, inicien una nova contesa legal i, per tant, pot tenir repercussions majors, a causa que el seu objectiu són 5 patents bàsiques dels dispositius més reeixits d'ambdues companyies: lliscar el dit per desbloquejar, sincronització de dades, unificació de cerques, la funció d'autocompletar paraules i característiques pròpies de la marcació a partir de l'agenda. La demanda d'Apple cerca que se li reconegui com la propietària d'aquestes patents, mateixes que cobreixen les funcions bàsiques del programari dels dispositius mòbils que s'han tornat característics de les dues empreses.
Apple va iniciar la seva defensa, quan va començar a tenir presència en els mitjans informant puntualment la manera en què es va desenvolupar el projecte que amb el temps es transformaria en l'iPhone original.
Per la seva banda Samsung va apel·lar al concepte d'evolució comparativa, segons el qual la tecnologia creix i es projecta gràcies a la competència i a l'ús de tecnologia similar. El punt fort de la defensa de la companyia coreana va ser la confirmada presència d'empleats de Google els qui, aparentment, de forma independent van desenvolupar abans moltes de les funcions de programari que Apple afirma haver creat. Alguns especialistes creuen que aquesta ?ajuda? per part de Google es deriva de l'acord que van signar ambdues companyies per compartir patents. Samsung també maneja la idea que les patents que reclama Apple no constitueixen característiques essencials dels seus dispositius.

## Per a més informació
- Carrier, Michael A. «A Roadmap to the Smartphone Patent Wars and FRAND Licensing» (PDF). CPI Antitrust Chronicle. Social Science Electronic Publishing, 2, 03-05-2012 [Consulta: 27 juliol 2012].
- ; The Verge editors«Apple vs. Samsung: the complete lawsuit timeline». The Verge.  Vox Media, 02-11-2011. [Consulta: 12 agost 2012].